# Блакитна лагуна (фільм, 1980)
«Блакитна лагуна» (англ. The Blue Lagoon) — американський кінофільм 1980 року, знятий режисером Рендалом Клайзером. Екранізація однойменного роману 1908 року ірландського письменника Генрі Де Вер Стекпула.
Фільм було випущено на екрани 20 червня 1980 року компанією Columbia Pictures. Критика зустріла його негативно, оцінивши сценарій та гру Брук Шилдс. Проте операторська робота Альмендроса отримала високу оцінку. Попри критику, фільм мав комерційний успіх, зібравши понад 58 мільйонів доларів при бюджеті в 4,5 мільйона, ставши дев'ятим найкасовішим фільмом 1980 року у Північній Америці. Фільм було номіновано на премію Сатурн, за найкращий фантастичний фільм, Альмендрос отримав номінацію на премію Оскар, за найкращу операторську роботу, а Аткінс був номінований на премію Золотий глобус, у категорії Нова зірка року — актор. За свою роботу Брук Шилдс здобула премію Золота малина у номінації «Найгірша акторка».

## Сюжет
Наприкінці вікторіанської епохи у відкритому морі на кораблі сталася пожежа, внаслідок чого він пішов на дно. У одному з човнів врятувалися двоє дітей, дев'ятирічний Річард і семирічна Емелін, і кок Педді Баттон, які за течією потрапляють на розкішний острів. Педді дбає про дітей і за «законом» забороняє їм ходити на інший бік острова, оскільки там на вівтарі він знайшов останки кривавих людських жертвопринесень. Він також застерігає їх від вживання смертельних червоних ягід. Пізніше Педді вмирає після чергової пиятики. Залишившись одні, діти вирушають на іншу частину острова та відбудовують свій будинок.
Коли Річард і Емелін досягають статевої зрілості, вони відчувають стрес, враховуючи відсутність будь-яких знань про сексуальність. Емелін першою відчуває потяг до Річарда, що викликає у неї почуття незручності, і вона відмовляється ділитися з ним своїми «кумедними» думками. Вона налякана своєю першою менструацією і відмовляє Річарду оглянути її щодо того, що він вважає раною.
Через деякий час Річард усвідомлює свій потяг до Емелін. Вона потай пробирається на заборонений бік острова і бачить вівтар. Вона асоціює кров на вівтарі з кров'ю розіп'ятого Христа і робить висновок, що вівтар — це Бог, і намагається переконати Річарда вирушити на інший бік острова, щоб помолитися разом з нею. Річард вражений ідеєю порушення «закону», і вони сваряться.
Коли Річард намагається вступити в сексуальний контакт з Емелін, вона відштовхує його, і він ховається від неї та починає мастурбувати.
Вперше за багато років на горизонті з'являється корабель, але Емелін не запалює сигнальний вогонь, і корабель проходить повз, не помічаючи їх. Коли Річард свариться через це з Емелін, вона стверджує, що острів тепер є їхнім будинком і вони повинні залишатися тут. Емелін також каже, що бачила, як Річард мастурбував, і погрожує розповісти про це своєму дядькові Артуру. Вони сваряться, в результаті чого Емелін кидає в Річарда кокос, випадково влучивши йому в голову. Річард виганяє Емелін з їхнього притулку.
Емелін випадково наступає на отруйну рибу-камінь. Ослабнувши від отрути, вона благає Річарда «віднести її до Бога». Річард переносить її на інший бік острова, кладе на вівтар та читає молитву. Емелін одужує, а Річард зізнається у своєму страху втратити її. Після того, як Емелін знову може ходити, вони купаються оголеними в лагуні, а потім пливуть до берега. На березі Річард та Емелін займаються сексом і закохуються одне в одного. Емелін вагітніє, але ніхто з них не знає про це. Натомість вони приголомшені, коли плід починає ворушитися у її животі, припускаючи, що це її живіт сам.
Через кілька місяців Річард, залишившись один в притулку, чує здалеку якийсь звук і вирушає на інший бік острова. Там він бачить групу корінних жителів, які перед статуєю здійснюють ритуал, під час якого приносять когось у жертву. Річард лякається і тікає, щоб знайти Емелін, яку він застає під час пологів. Емелін народжує хлопчика, якого вони називають Педді.
До острова наближається корабель Артура — батька Річарда, який бачить сім'ю, яка грає на березі. Помітивши корабель, задоволені своїм життям Річард і Емелін йдуть, замість того, щоб подати сигнал про допомогу. Оскільки вони були вкриті брудом, їхню зовнішність було важко визначити, і Артур припускає, що це не Річард і Емелін.
Одного разу сім'я на шлюпці вирушає на місце свого проживання. Річард шукає банани, залишивши Емелін і Педді на човні. Емелін не помічає, коли Педді приносить у човен пагін з червоними ягодами. Емелін і Педді мимоволі повільно відпливають від берега, і Педді викидає одне з весел в море. Не в змозі дістати весло, Емелін кричить Річарду, і той пливе до неї. Помітивши акулу, яка пливла за Річардом, Емелін кидає друге весло в акулу та вражає її, що дає змогу Річардові забратися у човен. Човен відпливає ще далі і починає дрейфувати морем.
Після кількох днів дрейфу Річард і Емелін прокидаються та бачать, що Педді їсть зібрані ним ягоди. Від безвиході Річард і Емелін теж їдять ягоди і лягають в очікуванні смерті. За кілька годин їх знаходить корабель Артура. Артур запитує: «Вони мертві?». Капітан запевняє його: «Ні, сер. Вони сплять».

## В ролях
- Брук Шилдс у ролі Емелін Лестрейндж
  - Ельва Джозефсон у ролі маленької Емелін
- Крістофер Аткінс у ролі Річарда Лестрейнджа
  - Гленн Коен у ролі маленького Річарда
- Бредлі Прайс у ролі Педді Лестрейнджа
  - Чад Тіммерманс у ролі немовляти Педді
- Лео МакКерн у ролі Педді Баттона
- Вільям Деніелс у ролі Артура Лестрейнджа
- Алан Гопґуд у ролі Капітана
- Гас Меркуріо у ролі Офіцера

### Кастинг
Джоді Фостер проходила проби на роль Емелін, як і Келлі Престон. Даян Лейн запропонували роль, але вона відмовилася. Віллі Еймс розглядався на роль Річарда.

## Створення
Фільм був проєктом Рендала Клейзера, який давно захоплювався оригінальним романом. Він найняв Дугласа Дей Стюарта для написання сценарію і зустрівся з Річардом Франкліном, австралійським режисером, який шукав роботу в Голлівуді. Це наштовхнуло його на думку використати австралійську знімальну групу, якою Франклін допомагав керувати.
Фільм знімався на Нануя Леву, приватному острові, що належить Фіджі. Флора і фауна, показані у фільмі, включать безліч тварин з різних континентів, зокрема невідомий біологам вид ігуани. Після перегляду фільму герпетолог Джон Гіббонс вирушив на цей острів і у 1981 році описав фіджійську гребінчату ігуану (Brachylophus vitiensis).
Брук Шилдс було 14 років, коли вона знімалася у фільмі. Усі її оголені сцени виконала 32-річна координаторка каскадерів Кеті Траутт. Шилдс знімалася топлес із приклеєним до грудей волоссям. Аткінсу було 18 років, коли він знімався у фільмі, і він сам знімався у всіх сценах.
Підводні зйомки проводили Рон і Валері Тейлор.

## Критика
На сайті Rotten Tomatoes фільм має рейтинг схвалення 8 % на основі 25 рецензій, із середньою оцінкою 3,3/10. Консенсус критиків на сайті каже: «Шматок прекрасної погані, „Блакитна лагуна“ — це розпещена фантазія, яка є занадто цнотливою, щоб бути по-справжньому розважальною». На Metacritic фільм отримав середній бал 31 зі 100, заснований на 14 відгуках критиків, що означає «загалом несприятливі відгуки».
Серед найбільш поширених зауважень — ідилічне зображення того, як діти ростимуть поза цивілізацією, і те, як фільм, хоч і зачіпає всю нескромність, приховує всі сексуальні моменти. Роджер Еберт поставив фільму 1½ зірки з 4, заявивши, що «фільм можна було б зробити цікавим, якби до головної теми підішли б більш серйозно — що може статися з дітьми, якщо вони опиняться на острові. Але це не реалістичний фільм. Це дико ідеалізований роман, у якому діти живуть у хатині, схожій на будиночок Club Med для молодят, що перебувають у медовому місяці, а неспокійні тубільці роблять жертвопринесення з іншого боку острова». Він також вважав кінцівку відвертим копіюванням. Він і Джин Сіскел вибрали фільм як одну зі своїх «собак року» в епізоді Sneak Previews у 1980 році. Time Out прокоментували, що «фільм був розрекламований як фільм про природне кохання, але крім „заняття цим просто неба“, немає нічого природного в тому, що двоє дітей (не скутих узами суспільства з дитинства) погоджуються на шлюб і традиційні рольові ігри». Гері Арнольд з The Washington Post назвав фільм мальовничою рапсодією. Він особливо висміяв наполегливу нездатність основних героїв робити очевидні умовиводи.

### Касові збори
Фільм став дванадцятим за величиною касовим хітом 1980 року у Північній Америці за версією The Numbers, зібравши $58 853 106 у США та Канаді при бюджеті $4,5 мільйона.